# Mira Furlanová
Mira Furlanová (7. září 1955 Záhřeb, Chorvatsko, Jugoslávie – 20. ledna 2021 Los Angeles, Kalifornie, USA) byla chorvatská herečka.
Vystudovala chorvatskou divadelní akademii, kde získala titul bakaláře umění. Působila v Chorvatském národním divadle v Záhřebu a už od roku 1977 hrála v různých jugoslávských filmech a seriálech včetně dramatu Emira Kusturici Otec na služební cestě (1985). Kvůli válce s Jugoslávií emigrovala v roce 1991 se svým manželem, srbským režisérem Goranem Gajićem, do USA, kde se jim v roce 1998 narodil syn Marko Lav. Hrála v divadlech v New Yorku a Los Angeles, roku 1993 ztvárnila v pilotním filmu Babylon 5: Vesmírný sumit velvyslankyni Delenn, kterou hrála i v celém sci-fi seriálu Babylon 5 (1994–1998) a v navazujících televizních filmech Babylon 5: Na počátku a Babylon 5: Třetí prostor (oba 1998). Dále hostovala např. v seriálech Sheena, Námořní vyšetřovací služba či Zákon a pořádek: Los Angeles. Další její větší televizní rolí byla Danielle Rousseau v seriálu Ztraceni (2004–2010).
Zemřela dne 20. ledna 2021 ve věku 65 let ve svém domě v Los Angeles. Příčinou úmrtí byly komplikace spojené se západonilskou horečkou, kterou se nakazila.